# Jean Lucas Oliveira
Jean Lucas de Souza Oliveira (Río de Janeiro, Brasil, 22 de junio de 1998) es un futbolista brasileño que juega como centrocampista en el E. C. Bahia del Campeonato Brasileño de Serie A.

## Trayectoria

### Flamengo
Jean Lucas comenzó su carrera en el fútbol jugando desde los ocho años para las divisiones menores del Nova Iguaçu, donde estuvo entre 2006 y 2013. A los quince años, pasó a las filas del Bonsucesso hasta que se unió a las canteras del Flamengo en 2015.
En diciembre de 2017, Jean Lucas fue promovido al primer equipo para la temporada 2018 bajo la dirección del entrenador Reinaldo Rueda. Es así que el 17 de enero de 2018, con 19 años hizo su debut profesional, desde el arranque en la victoria por 2-0 ante Volta Redonda por el inicio del Campeonato Carioca 2018, encuentro en el cual fue reconocido por su buena performance.
Jean Lucas renovó su contrato con Flamengo el 16 de febrero, firmando hasta 2021. Debutó en el Brasileirao el 22 de abril, ingresando al cierre del partido en lugar de Lucas Paquetá, en la derrota por 2-0 ante América Mineiro.
Esa misma temporada, debutó en una competición internacional. El 24 de mayo fue titular en el empate sin goles ante River Plate por la fase de grupos de la Copa Libertadores 2018.

### Santos
El 9 de febrero de 2019 se integró a las filas del Santos, llegando a préstamo hasta fin de año y convirtiéndose en el quinto refuerzo del equipo. Su contratación formó parte de la transferencia del delantero Bruno Henrique al equipo carioca. Debutó con Santos el 19 de febrero de 2019 en la victoria por 3-0 sobre Guarani por el Campeonato Paulista 2019.
Aunque inicialmente llegaba como reemplazo de Alison y Carlos Sánchez, terminó consiguiendo el puesto bajo dirección de Jorge Sampaoli. 

### Francia
El 20 de junio de 2019 Flamengo aceptó una oferta de 8 millones de euros por Jean Lucas de parte del Olympique de Lyon de Francia. Oficialmente se unió a su nuevo equipo cinco días después, firmando un contrato de cinco años, convirtiéndose en el primer fichaje del club de cara a la temporada 2019-20. En el arranque de la liga francesa hizo su debut el 9 de agosto en el triunfo por 3-0 sobre A. S. Mónaco F. C. tras reemplazar a Houssem Aouar al minuto 77 y en la siguiente fecha, marcó el primer tanto de su carrera profesional, anotando en la victoria por 6-0 sobre el Angers S. C. O.
En enero de 2021 fue cedido al Stade Brestois 29 hasta final de temporada. Tras regresar al club lionés, el 2 de agosto fue traspasado al A. S. Mónaco F. C. firmando un contrato por cinco años.

## Clubes y estadísticas
Actualizado el 4 de marzo de 2020.
| C. R. Flamengo · Brasil | 2018             | 1.ª              | 14 | 0 | 7  | 0 | 2 | 0 | 23 | 0 |
| C. R. Flamengo · Brasil | 2019             | 1.ª              | 0  | 0 | 2  | 0 | 0 | 0 | 2  | 0 |
| C. R. Flamengo · Brasil | Total club       | Total club       | 14 | 0 | 9  | 0 | 2 | 0 | 25 | 0 |
| Santos F. C. · Brasil | 2019             | 1.ª              | 9  | 0 | 11 | 0 | 0 | 0 | 20 | 0 |
| Santos F. C. · Brasil | Total club       | Total club       | 9  | 0 | 11 | 0 | 0 | 0 | 20 | 0 |
| Olympique de Lyon Francia | 2019-20          | 1ª               | 11 | 1 | 5  | 2 | 1 | 0 | 17 | 3 |
| Olympique de Lyon Francia | Total club       | Total club       | 11 | 1 | 5  | 2 | 1 | 0 | 17 | 3 |
| Total en carrera | Total en carrera | Total en carrera | 34 | 1 | 25 | 2 | 3 | 0 | 62 | 3 |
| (1)Incluye datos del Campeonato Carioca (2018 y 2019), la Copa de Brasil (2018 y 2019), el Campeonato Paulista (2019), la Copa de la Liga de Francia (2019/20) y la Copa de Francia (2019/20). (2)Incluye datos de la Copa Libertadores de América (2018) y la Liga de Campeones de la UEFA (2019/20). |                  |                  |    |   |    |   |   |   |    |   |

## Palmarés

### Títulos regionales
| Título            | Club           | Estado         | Año  |
| ----------------- | -------------- | -------------- | ---- |
| Taça Guanabara    | C. R. Flamengo | Río de Janeiro | 2018 |
| Campeonato Baiano | E. C. Bahia    | Bahia          | 2025 |